# Université du Sud de l'Alabama
L’université du Sud de l'Alabama (en anglais : University of South Alabama) est une université située à Mobile, en Alabama, aux États-Unis. 